# Slowenische Regierung
Die Regierung der Republik Slowenien wird vom Državni zbor gewählt. Das Vorschlagsrecht liegt beim Präsidenten. Vorsitzender der Regierung ist der Ministerpräsident.

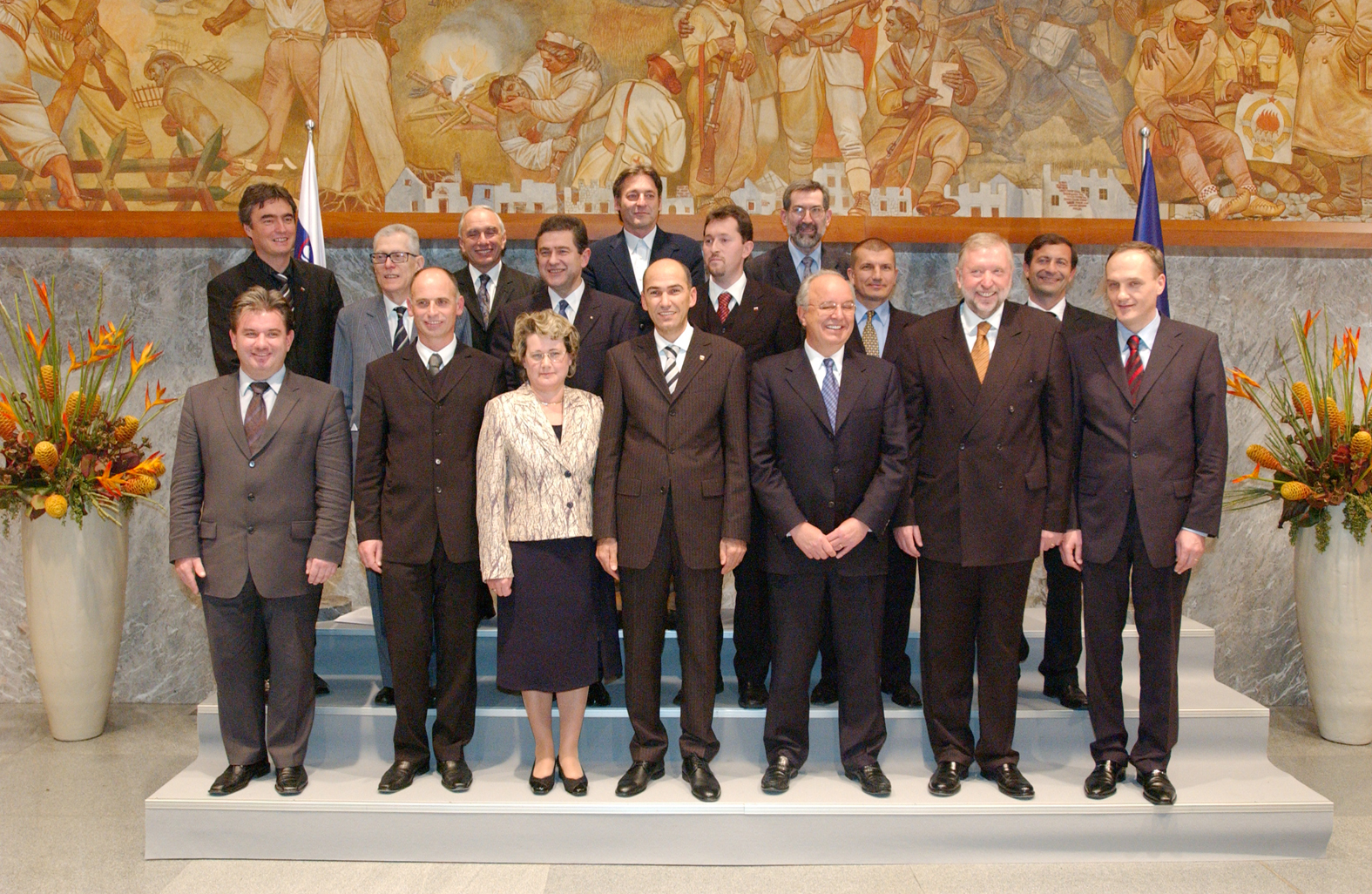
Kabinett Rop (2002 bis 2004)

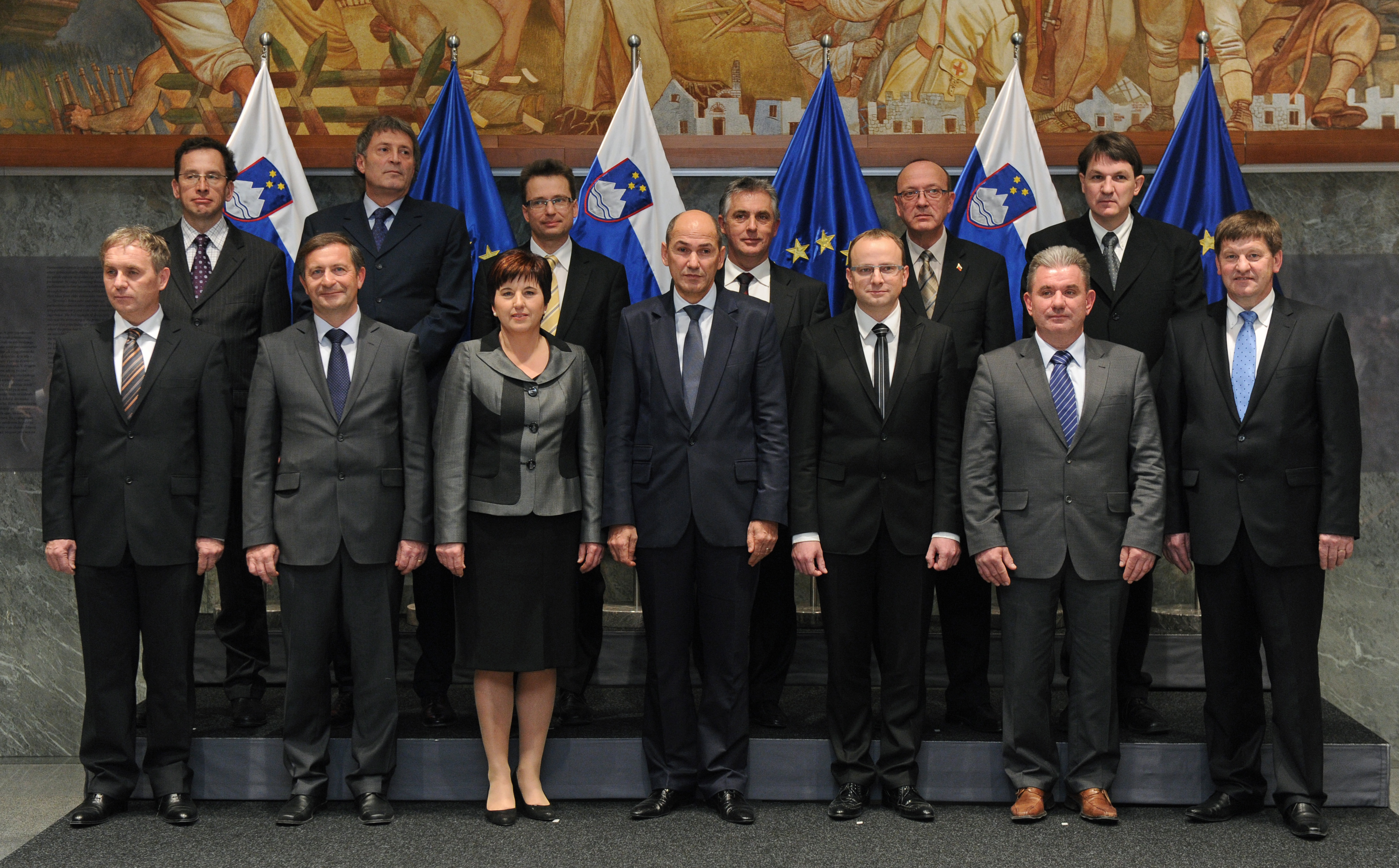
Kabinett Janša II (2012 bis 2013)

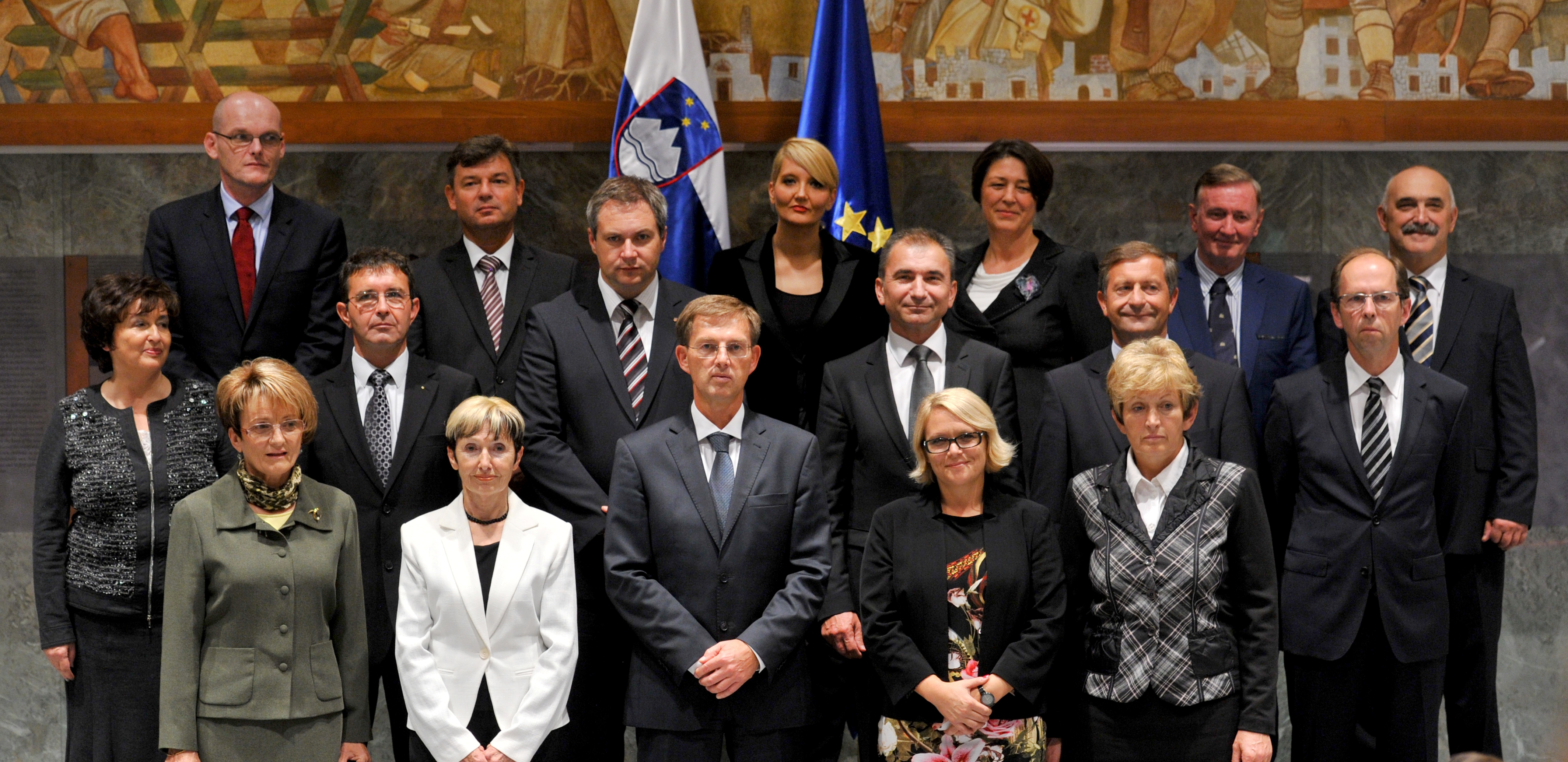
Kabinett Cerar (2014 bis 2018)

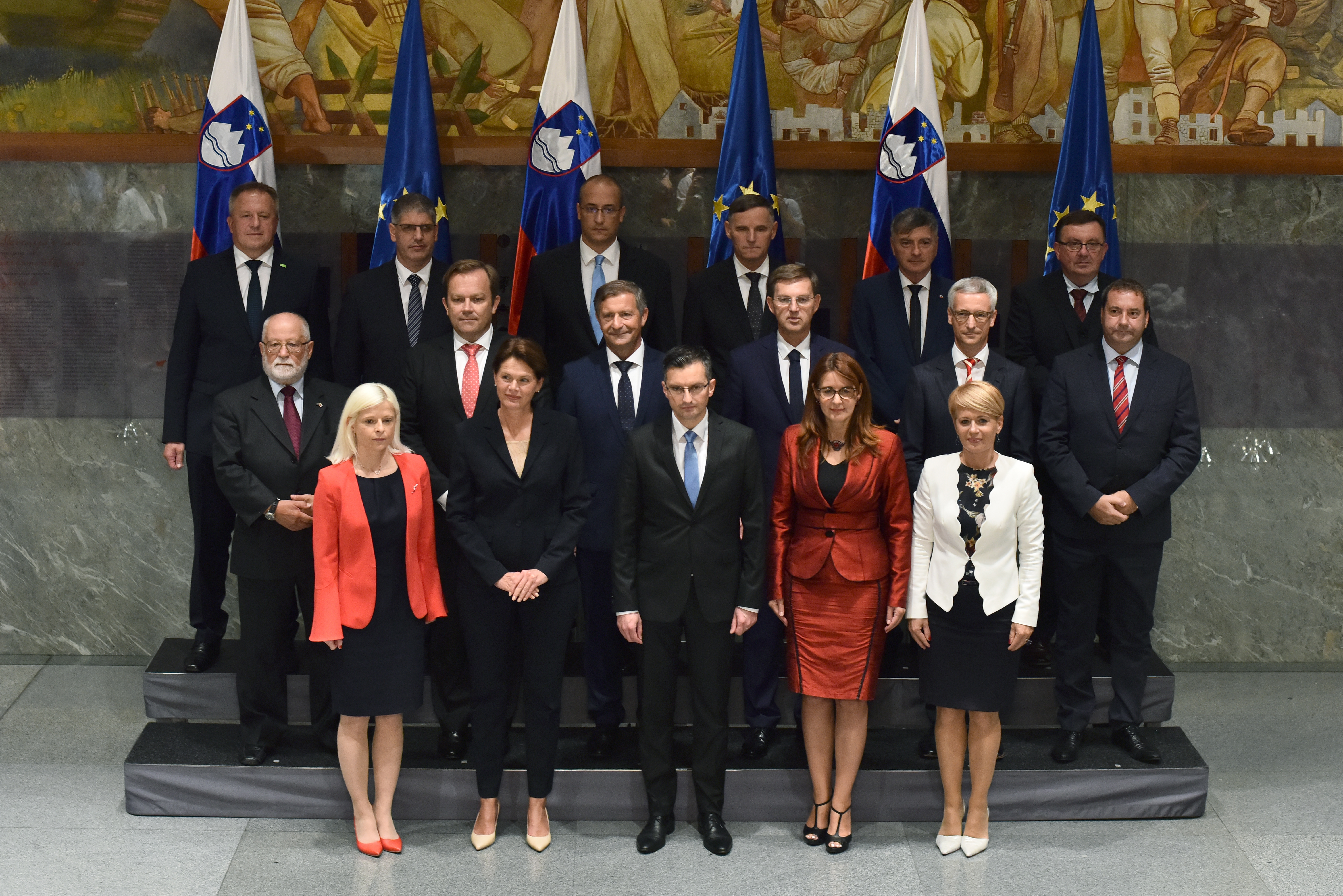
Kabinett Šarec (2018 bis 2020)

## Liste der Regierungen
1. Kabinett Peterle (16. Mai 1990 – 14. Mai 1992) – siehe Lojze Peterle
2. Kabinett Drnovšek I (14. Mai 1992 – 25. Januar 1993) – siehe Janez Drnovšek
3. Kabinett Drnovšek II (25. Januar 1993 – 27. Februar 1997)
4. Kabinett Drnovšek III (27. Februar 1997 – 7. Juni 2000)
5. Kabinett Bajuk (7. Juni 2000 – 30. November 2000) – siehe Andrej Bajuk
6. Kabinett Drnovšek IV (30. November 2000 – 19. Dezember 2002)
7. Kabinett Rop (19. Dezember 2002 – 3. Dezember 2004) – siehe Anton Rop
8. Kabinett Janša I (3. Dezember 2004 – 21. November 2008)
9. Kabinett Pahor (21. November 2008 – 10. Februar 2012) – siehe Borut Pahor
10. Kabinett Janša II (10. Februar 2012 – 20. März 2013)
11. Kabinett Bratušek (20. März 2013 – 18. September 2014)
12. Kabinett Cerar (18. September 2014 – 17. August 2018)
13. Kabinett Šarec (17. August 2018 – 13. März 2020)
14. Kabinett Janša III (13. März 2020  – 1. Juni 2022)
15. Kabinett Golob (seit 1. Juni 2022)